# Tales of Suspense
Tales of Suspense (Relatos de Suspenso en español) es el nombre de un cómic estadounidense publicado por Marvel Comics. El cómic, el cual duró de 1959 a 1968, comenzó como una antología de ciencia ficción que sirvió como un escaparate para artistas como Jack Kirby, Steve Ditko, y Don Heck, y terminó introduciendo a los superhéroes Iron Man y Capitán América durante la Edad de Plata de los Cómics antes de cambiar su título al de Captain America con el número 100 (1968). Su cómic hermano era Tales to Astonish.

## Historia de Publicación

### Antología de Ciencia ficción
Tales of Suspense y su publicación hermana Tales to Astonish fueron lanzadas en enero de 1959. La primera fase del primer volumen de Tales of Suspense fue de los números 1-38 (enero de 1959-febrero de 1963), inicialmente bajo Atlas Comics, precursora de Marvel en los años 50; el cómic cayó bajo el sello de Marvel con el número #19 (julio de 1961), el primer número con una portada conteniendo el sello "MC" en ella. Contenía historias de ciencia ficción y misterio / suspenso escritas principalmente por el redactor jefe Stan Lee y su hermano, Larry Lieber, con artistas incluyendo a Jack Kirby, Steve Ditko y Don Heck. El número 9 (mayo de 1960) introdujo a Chondu el Místico como un personaje antológico; el personaje sería introducido como un supervillano en los cómics de 1970.

### Iron Man y el Vigilante
El número 39 (marzo de 1963) introdujo al superhéroe Iron Man, creado por el editor Stan Lee, el guionista Lieber, y los artistas Heck y Kirby. El personaje protagonizó generalmente aventuras de 13 páginas (en ocasiones de 18 páginas), con el resto de Tales of Suspense dedicado a las historias antológicas de ciencia ficción y fantasía que normalmente contenía el cómic.
Después de debutar con una voluminosa armadura gris, Iron Man fue rediseñado con una armadura dorada similar en el número 40 (abril de 1963). La primera versión de la armadura roja y dorada apareció en el número 48 (diciembre de 1963), dibujada por Ditko (aunque se desconoce si él o Kirby, individualmente o en colaboración, la diseñaron). De los números 53-58 (mayo-octubre de 1964), el logotipo de la portada cambió a "Tales of Suspense featuring The Power of Iron Man". Dos meses antes del debut del héroe-hechicero doctor Strange, Stan Lee, Robert Bernstein y Jack Kirby introdujeron al científico criminal y doctorado con el mismo apellido (llamado "Carl Strange"). Haciendo su aparición exclusiva en la historia de Iron Man "The Stronghold of Dr. Strange" en el número 41 (mayo de 1963), el personaje ganó poderes mentales de un extraño relámpago. El Mandarín debutó en el número 50 (febrero de 1964) y se convertiría en uno de los principales enemigos de Iron Man. La Viuda Negra apareció por primera vez en el número 52 (abril de 1964), y Ojo de Halcón le siguió cinco números más tarde.
El primer trabajo de superhéroes de Marvel hecho por el futuro redactor jefe Roy Thomas fue su guion de la historia de Iron Man, "My Life Is Yours", en el número 73 (enero de 1966), con una trama del editor Stan Lee y de la secretaria recepcionista de Marvel, Flo Steinberg.
De los números 49-58 (enero-octubre de 1964), una historia antológica en cada edición adquirió una secuencia de marcos y se presentó como "Tales of the Watcher", narrada por el testigo cósmico homónimo introducido en Fantastic Four #13 y utilizado como un personaje secundario del Universo Marvel desde entonces. El final de "Tales of the Watcher" introdujo al artista veterano George Tuska como un regular de Marvel. Cuatro años más tarde, Tuska se convertiría en uno de los artistas exclusivos de Iron Man.
- Datos: Q782363